# Rakouská škola
Rakouská škola je škola ekonomického myšlení vzniklá v 19. století v dílech vídeňských ekonomů Carla Mengera, Friedricha von Wiesera a Eugena von Böhm-Bawerka. Z toho důvodu se jí říká „rakouská škola“, ačkoliv dnes rakouští ekonomové působí v mnoha státech. Vliv rakouské školy zasahuje i do jiných vědeckých oblastí, do filosofie, etiky a práva a představuje tak ve společenských vědách ucelený myšlenkový proud. Od ostatních ekonomických škol myšlení se odlišuje zejména svou metodologií, jejíž podstatou je analýza lidského jednání (praxeologie) a využívání deduktivní logiky. Je skeptická k využívání empirických metod v ekonomii (zejména statistickým metodám a laboratorním experimentům), avšak někteří její moderní představitelé se jim nebrání. V současnosti je alternativním proudem k hlavnímu ekonomickému proudu představovanému neoklasickou syntézou. Politicky se její představitelé většinou řadí k klasickému liberalismu či libertarianismu.
Čelný představitel rakouské školy Friedrich August Hayek získal v roce 1974 Cenu Švédské národní banky za rozvoj ekonomické vědy na památku Alfreda Nobela.

## Vývoj
Rakouská ekonomická škola vznikla v roce 1871, kdy její zakladatel, rakouský ekonom Carl Menger (1840–1921) vydal průkopnické dílo Základy národohospodářské nauky. Spolu s W. S. Jevonsem a Léonem Walrasem, avšak nezávisle na sobě, se stali tvůrci marginalistické revoluce, která znamenala ukončení dominance klasické politické ekonomie a změnu paradigmatu v ekonomické vědě. Ve svém díle Menger položil základy teorie mezního užitku a na jejím základě vysvětlil další ekonomické problémy. Menger do ekonomie především vrátil ty ekonomické principy, které byly v důsledku nástupu Adama Smithe zapomenuty. Šlo především o subjektivní teorii hodnoty, která byla zastávána středověkými scholastiky. Pokračovateli Carla Mengera se pak stali současníci Eugen von Böhm-Bawerk (1851–1919) a Friedrich von Wieser (1851–1926), představitelé druhé generace rakouských ekonomů. Pro toto období je typické rozvíjení dílčích teorií. Böhm-Bawerk se věnoval především rozvíjení teorie kapitálu a úroku, zatímco Wieser se věnoval širší problematice fungování tržního systému a vypracoval vlastní teorii hodnoty, tzv. teorii imputace. Toto období prvních představitelů rakouské školy bylo po celou dobu provázeno sporem o metodu (tzv. Methodenstreit) s Německou historickou školou, tehdy dominantní v německy mluvících zemích, která v ekonomii prosazovala popisnou metodu bez teorie.
Na toto první období navázali pravděpodobně nejznámější představitelé rakouské školy, Ludwig von Mises (1881–1973) a jeho žák Friedrich August von Hayek (1899–1992), kteří vytvořili třetí generaci rakouských ekonomů. Ludwig von Mises vytvořil svým nejslavnějším dílem Lidské jednání (Human Action, 1949) komplexní pojednání o ekonomii, kde krok za krokem vybudoval jednu teorii za druhou na základě ucelené metodologie. Tímto pojednáním Mises vytvořil tzv. praxeologii neboli vědu o lidském jednání, jejíž součástí je i ekonomie. Výsledkem tak je ojedinělé dílo v historii ekonomického myšlení. Misesovým nejčastějším objektem zájmu byla teorie peněz a teorie hospodářských cyklů.
Friedrich August von Hayek je ekonom, který se postupně od praxeologie odchýlil a vytvořil tak v rakouské škole alternativní proud. Vzhledem k výrazným odlišnostem v metodologii tak vznikly v rakouské škole dvě myšlenkové linie: misesovská a hayekovská. Na počátku své kariéry stál Hayek po boku Misese v tzv. sporu o ekonomickou racionalitu socialismu, který byl jakýmsi pokračováním sporu o metodu. Při svém působení v Londýně však poznává filosofa Karla Raimunda Poppera a opouští metodu praxeologie a rozvíjí popperovskou metodu falzifikace. Jeho zájem se navíc obrací spíše na celospolečenské problémy než na užší problematiku ekonomie. Někteří autoři proto rozlišují Misesovskou a Hayekovskou větev rakouské školy. Počátek II. světové války přinutil oba ekonomy emigrovat do zahraničí, čímž začíná další etapa ve vývoji rakouské školy. Její centrum se přesouvá do USA a nastává téměř 30 let izolace, kdy je rakouská ekonomie na okraji zájmu ekonomického myšlení.
Naději na obnovu představovaly nové generace rakouských ekonomů v čele s Murrayem N. Rothbardem (1926–1995) a Israelem Kirznerem (1930), kteří byli Misesovými studenty. Rothbard se nakonec stal přímým pokračovatelem Misese a věnoval se nejen ekonomii, ale také filosofii, historii a právu, čímž vytvořil velmi široké dílo. Vydal ucelené pojednání o ekonomii Zásady ekonomie (anglicky Man, Economy, and State, 1962), které později doplnil o analýzu státních zásahů Ekonomie státních zásahů (anglicky Power and Market, 1970). Israel Krizner se pokusil o syntézu Misesových a Hayekových myšlenek a vytvořil teorii podnikatelského objevování. Nicméně je spíše pokračovatelem hayekovské linie.
Rothbard i Kirzner zažili obrat ve vnímání rakouské školy, když dostal v roce 1974 F. A. Hayek Nobelovu cenu za ekonomii za svou průkopnickou práci v oblasti teorie peněz a hospodářských cyklů, stejně tak jako za analýzu vzájemného působení ekonomických, společenských a institucionálních jevů. Nobelova cena však přišla rok po smrti původního autora rakouské teorie hospodářských cyklů, Ludwiga von Misese.
Pátou generaci „rakouských“ ekonomů tak tvoří především ekonomové působící na univerzitách v USA. Je obtížné jmenovat nejvýraznější osobnosti, protože tak jako v jiných ekonomických školách, i zde dochází k roztříštění zájmu jednotlivých ekonomů na partikulární ekonomické problémy. V USA patří mezi čelné představitele současné rakouské školy Hans Hermann Hoppe (1949), který se věnuje především rozvoji metodologie, etiky a libertarianismu. Charakteristickou metodologii rakouské školy rozvíjejí i Roderick T. Long (1964), Barry Smith a David Gordon, kteří spolu s Hoppem tvoří „kvarteto“ současných metodologických odborníků rakouské školy. Walter Block se zabývá základními ekonomickými teoriemi, stejně tak jako konceptem vlastnictví a libertarianismem. Roger Garrison se snaží vybudovat „rakouskou makroekonomii“ na čistě mikroekonomických základech. Joseph Salerno následuje Misese ve zkoumání společenských systémů, teorie peněz a hospodářských cyklů. Ralph Raico se zabývá zejména ekonomickou historií.
V Evropě dochází k opětovnému obnovení rakouských tradic a nejvýznamnějším představitelem je zde Jörg Guido Hülsmann, který se věnuje širokému spektru ekonomických problémů. Jesús Huerta de Soto (1956) se zabývá zejména teorií hospodářských cyklů a Pascal Salin (1939) boji proti údajným soudobým makroekonomickým sofizmatům.
I v České republice dochází k šíření myšlenek rakouské školy. Mnohá děl autorů rakouské školy přeložil a vydal Liberální institut, nejstarší český think tank zabývající se šířením liberálních myšlenek. Dále zde působí Ludwig von Mises Institut, jehož cílem je vzdělávání české a slovenské veřejnosti v otázkách ekonomie z pohledu rakouské školy. Čelným představitelem rakouské školy v České republice je Josef Šíma (1972) zabývající se integrací ekonomie a práva.[zdroj?]

## Metodologie

### Apriorismus
Zásadním epistemologickým východiskem rakouské školy je apriorismus. S komplexním vysvětlením této epistemologie přišel Ludwig von Mises, a to ve svém díle Human Action (Lidské jednání). Ekonomie v pojetí rakouské školy není empirickou vědou, nýbrž vědou apriorní, jež má svůj počátek u konceptu lidského jednání. Tento koncept je používán jako axiom, tedy je považován za nevyvratitelný. A z něho lze logickou dedukcí a také s pomocí podpůrných konstrukcí odvodit celou ekonomickou vědu. Tím, že vychází z „jednoho nevyvratitelného axiomu“ je zároveň zajištěna „apriorní platnost jejích tezí“. V tomto smyslu tak mluvíme o axiomaticko-deduktivní metodě rakouské ekonomie. Ekonomické teorie rakouské školy nemohou být empiricky testovatelné, ať už verifikovatelné či falzifikovatelné. Ekonomické teorie této školy lze vyvrátit opět jen deduktivní logikou, nikoli odvoláním se na fakta (zároveň ale tato teorie neplatí v situaci, kdy nejsou naplněny její výchozí axiomy). Je třeba buď najít chybu ve sledu logických kroků a nebo omyl v pomocné konstrukci (pomocné axiomy, které mají platnost jen za určitých podmínek). Apriorní povaha ekonomie podle rakouské školy zároveň znamená, že její teorie neplatí v situacích, kdy není splněn její výchozí axiom.

### Metodologický subjektivismus
Tento přístup se prosadil do ekonomie po marginalistické revoluci a rakouská ekonomická škola je v dodržování tohoto principu velmi konzistentní. Lidské jednání je založeno na subjektivní hodnotové škále každého jednotlivce. Projevení subjektivní hodnoty jednotlivců je tím, co oceňuje jednotlivé statky a služby. „Objektivní“ ohodnocení cen statků neexistuje. Subjektivní teorie hodnoty tak v ekonomické vědě nahradila pracovní teorii hodnoty, podle které byla hodnota statků a služeb dána jejich náklady. Princip subjektivismu pak rozvinul do konzistentní teorie demonstrovaných preferencí Ludwig von Mises a později i Murray Rothbard. Nahlížení na hodnotu jako na subjektivní veličinu zároveň znamená nemožnost matematizace ekonomie, protože lidské jednání vychází ze této subjektivní hodnoty, a tedy nelze přiřadit žádným ekonomickým vztahům numerickou hodnotu. To nicméně neznamená, že ekonomie není exaktní věda. To co je na matematice exaktní, je oblast, na kterou se aplikuje (tedy konstantní veličiny), ne ona sama.[zdroj?]

### Metodologický individualismus
Ekonomie podle rakouské školy není vědou o alokaci vzácných výrobních faktorů či jakékoli jiné alokaci, ale vědou o lidském jednání. Pouze jednotlivec může jednat, a proto je středem zájmu rakouské ekonomie jednotlivec. Rakouská ekonomie dokázala na základě tohoto principu vyvinout komplexní ekonomickou vědu, která nepřebírá dichotomii ekonomie hlavního proudu, která je rozdělena na mikroekonomii a makroekonomii. Je nutné také zdůraznit koncept lidského jednání a na něm založený individualismus, který je v příkrém rozporu s mechanistickým individualismem ekonomie hlavního proudu, který spočívá na konceptu homo oeconomicus, racionálního stroje alokujícího své zdroje mezi alternativní potřeby.[zdroj?]

## Teorie

### Teorie hodnoty
Rakušané do ekonomie vnesli subjektivní teorii mezního užitku, neboli teorii hodnoty, která stojí v pozadí všech ekonomických teorií. Ekonomie hlavního proudu už dávno na teorii hodnoty nestojí. Jejím východiskem je teorie chování spotřebitele, jehož analytickým modelem je tzv. indiferenční analýza. Rakouská škola však nadále zůstává u subjektivní teorie užitku a jejím teoretickým obrazem je teorie demonstrovaných preferencí. Model indiferenčních křivek podle představitelů Rakouské školy zásadně popírá kategorie lidského jednání a je v samotném rozporu s konceptem volby jako takové.[zdroj?] Rakouská teorie hodnoty je přísně ordinalistická, tedy v souladu s metodologickým subjektivismem, podle kterého nelze hodnotám přiřazovat numerické veličiny.

### Teorie nákladů obětované příležitosti
Tuto teorii vnesl do ekonomie Friedrich von Wieser. Náklady obětované příležitosti jsou ztrátou mezní užitečnosti statků či služeb, o které člověk přišel z důvodu volby alternativního využití zdrojů. Zkrátka, obětovaná příležitost je druhou volbou na škále preferencí jednotlivého člověka. Tím, že se však člověk rozhodl pro něco jiného, tedy preferoval jinou situaci, nebyla tato druhá „volba“ realizována a musela být „obětována“. Náklady obětované příležitosti završily konec pracovní teorie hodnoty, podle které jsou právě náklady tím, co uděluje statkům hodnotu. Je to obětovaná užitečnost nevyrobených statků, co určuje náklady, tedy samotný proces rozhodování jednotlivců a jejich preferenční škály. Náklady na výrobu jsou tedy druhou stranou mince hodnotě statků, užitečností, obětovanou a získanou.[zdroj?]

### Teorie kapitálu a úroku

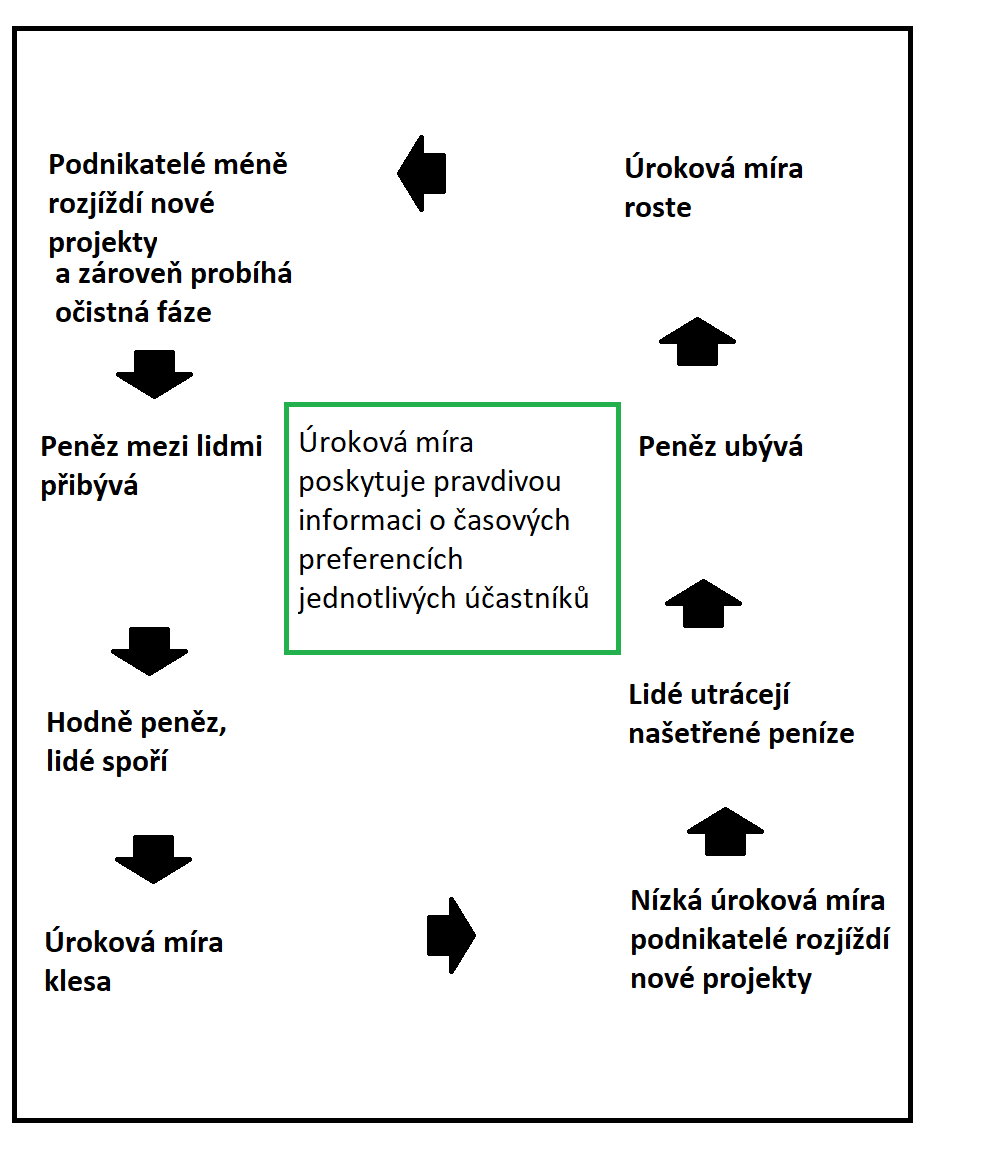
Informace, které poskytuje úroková míra podle rakouských ekonomů v prostředí peněz bez státních zásahů

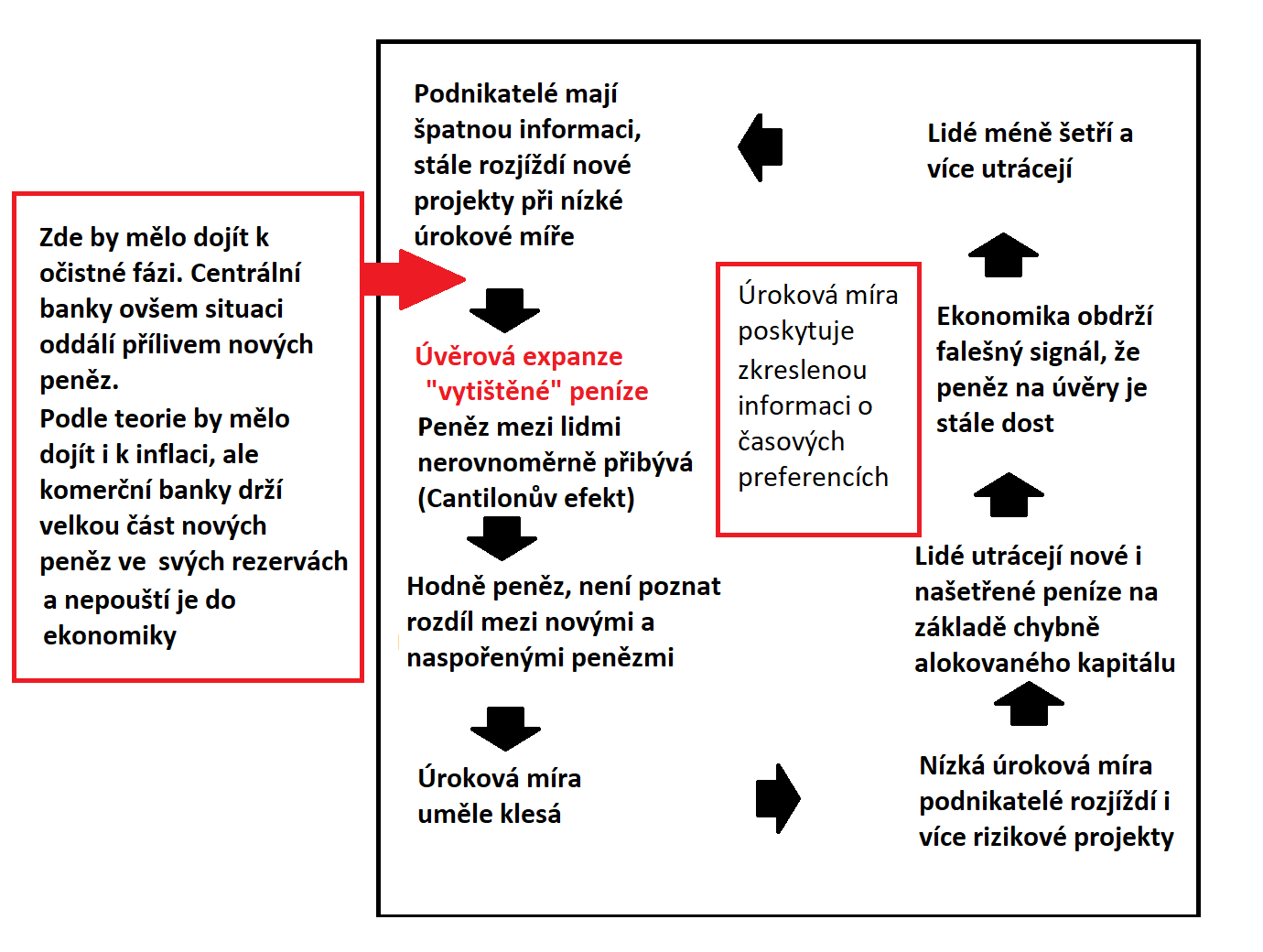
Informace, které poskytuje úroková míra podle rakouských ekonomů v prostředí peněz ovlivněnými státními zásahy

Kapitál představuje v pojetí rakouské školy statky vyšších řádů, tedy statky, které nejsou určeny k okamžité spotřebě, ale používají se dále ve výrobě jako vstupy. Tyto statky odvozují svou hodnotu od statků prvního řádu, finálních statků metodou imputace, což tvoří rakouskou teorii rozdělování. Rakouská teorie kapitálu vnesla do ekonomie především heterogennost kapitálu, tedy skutečnost, že kapitálové statky mají jinou podobu a „hodí“ se do různých stádií výrobního cyklu. Mluvíme o jeho struktuře. Druhým stavebním prvkem teorie kapitálu je čas, tedy kategorie, která výrazně chybí v ekonomii hlavního proudu. Eugen Böhm von Bawerk zavedl pojem časové preference, který odráží fakt, že lidé preferují současné statky před statky budoucími. A to je také vysvětlením úroku. Ze samotného faktu preference současných statků před budoucími plyne, že lidé budoucím statkům přisuzují menší hodnotu. A tento rozdíl pak představuje úrok. Čím nižší přitom bude společenská časová preference, tím více bude dostupných zdrojů pro investice do statků vyšších řádů. S tím je spojena „oklikovost výroby“ z pera Böhm-Bawerka, neboli v pozdějším Hayekově vysvětlení rostoucí struktura výroby. Čím déle trvající výrobní proces je, tím musí být produktivnější, neboť jinak by byl proveden proces kratší.

### Teorie peněz a hospodářských cyklů
Teorii peněz rozpracoval už Carl Menger a ukázal na skutečnost, že peníze vznikly jako tržní produkt a až později byly monopolizovány státem. Vychází důsledně z lidského jednání jako takového, respektive z tržního procesu. Avšak až Mises dokázal vysvětlit hodnotu peněz na základě všeobecné subjektivní teorie hodnoty, a to pomocí regresního teorému. Cena peněz je označována jako kupní síla peněz a je to tržní cena jako každá jiná. Rakouská škola tak odmítá veškeré teorie peněz, které spočívají na makroekonomických základech, tedy zejména kvantitativní teorii peněz používající pojem cenové hladiny. (Nicméně rakouská teorie se s kvantitativní teorií shodne, že nárůst peněžní zásoby vyvolá růst cen.) Z Mengerovy teorie spontánního vzniku peněz vyplývá, že to byla monopolizace peněz státem, která zavedla do trhu s penězi poruchy. Výsledkem byl vznik hospodářských cyklů. Moderní peněžní systém založený na centrálním bankovnictví a částečných rezervách je zdrojem vzniku hospodářských cyklů. Úvěrový boom vyvolává prodlužování výrobního cyklu, jehož zdroje však nejsou „kryty“ úsporami. Výsledná úroková míra tak neodráží časové preference a vede k chybné ekonomické kalkulaci. Nemožnost financovatelnosti všech investic se však ukáže až v průběhu času, a tak vyvolává úvěrový boom dojem hospodářské prosperity. Odhalení chybných rozhodnutí pak znamená fázi útlumu.

### Teorie tržního procesu
Rakouská ekonomie vnímá trh jako proces. Lidé jednají v podmínkách nejistoty, neví přesně, jaká bude budoucnost, musí tedy odhadovat, očekávat. Trh je vnímán jako proces objevování příležitostí k uspokojování lidských potřeb. Ten, kdo správně odhadne vývoj preferencí jiných lidí, bude odměněn. V rakouské teorii trhu je tak z principu zabudován element času a z toho plynoucí nejistota. Klíčovým prvkem v teorii trhu je podnikatelské objevování, což je širší definice toho, co dělá každý z nás. Sledujeme vývoj cen, vývoj výroby, poptávky, příjmy. A na základě toho si můžeme odvodit, kde je na trhu mezera, kterou bychom mohli aktivně vyplnit. Je to klíč k vysvětlení, proč trhy fungují, tedy proč dochází ke koordinaci lidských činností bez jakýchkoli zásahů vlády. Tuto problematiku výrazným způsobem obohatilo dílo Israela Kirznera. Rakouská teorie trhu a tržního procesu je protipólem ekonomie hlavního proudu, který vytváří modely všemožných stupňů konkurence, které pak aplikuje na realitu. Věnuje se zejména zkoumání předpokladů dosažení rovnováhy na trhu. Rakouská škola se naproti tomu zaměřuje více na samotný tržní proces. Nevidí důvod, proč bylo nutné o rovnováhu usilovat. Rovnováha znamená stav klidu, proces znamená naopak nerovnováhu, která je pro lidské jednání typická.

## Hlavní představitelé rakouské školy
| Významní představitelé rakouské školy - Carl Menger - Eugen von Böhm-Bawerk - Friedrich von Wieser - František Čuhel - Ludwig von Mises - Friedrich August von Hayek - Ludwig Lachmann - Murray Rothbard - Israel Kirzner |  | Současní hlavní představitelé rakouské školy - Hans-Hermann Hoppe - Walter Block - Roger Garrison - Peter Boettke - Jörg Guido Hülsmann - Ralph Raico - Llewellyn Rockwell - Mark Thornton - David Gordon - Joseph Salerno - Roderick T. Long - Pascal Salin - Robert Higgs - Sanford Ikeda - Josef Šíma - Jesús Hueta de Soto |

#### Současní představitelé rakouské školy
- (anglicky) Hans Hermann Hoppe
- (anglicky) Roderick T.Long
- (anglicky) Barry Smith
- (anglicky) Walter Block
- (anglicky) David Gordon
- (anglicky) Jörg Guido Hülsmann
- (anglicky) Ralph Raico
- (anglicky) Roger Garrison
- (anglicky) Joseph Salerno
- (španělsky) Jesus Huerta de Soto
- (anglicky) Lew Rockwell

#### Zásadní díla rakouské ekonomie (online verze)
- (anglicky) Carl Menger: Principles of Economics
- (anglicky) Eugen von Boehm-Bawerk: Capital and Interest
- (česky) Ludwig von Mises: Lidské jednání (Human Action)
- (anglicky) Ludwig von Mises: Theory of Money and Credit
- (anglicky) Ludwig von Mises: Theory and History
- (anglicky) F.A.Hayek: The Use of Knowledge in Society
- (anglicky) Murray N.Rothbard: Man, Economy and State + Power and Market Archivováno 13. 8. 2006 na Wayback Machine.